# Danmarksdemokraterne
Danmarksdemokraterne, officiellt Danmarksdemokraterne − Inger Støjberg, är ett danskt politiskt parti grundat i juni 2022 av Inger Støjberg, som också är partiledare. Danmarksdemokraterne identifierar sig som borgerligt, med en stram migrationspolitik. 
Danmarksdemokraterne ställde upp i folketingsvalet 2022 med partibokstaven Æ. Partiet vann 8,1 % av rösterna och fick 14 mandat. Partiet ingår i oppositionen mot den blocköverskridande regeringen Frederiksen II.

## Bakgrund och bildande

### Riksrättsdomen mot Støjberg
Under sin tid som immigrations- och integrationsminister i Lars Løkke Rasmussens Venstre-regering 2015−2019 och som vice partiledare för Venstre gjorde sig Inger Støjberg känd för en stram flykting- och invandringspolitik. Hon tog bland annat initiativ till den så kallade "smyckeslagen" som innebar att flyktingar måste lämna ifrån sig värdeföremål vid ankomst till Danmark, annonserade utomlands om sänkta bidragsnivåer i Danmark och beslutade att separera minderåriga asylsökande från deras makar eller sammanboende.
När den sistnämnda åtgärden visade sig strida mot Europakonventionen om mänskliga rättigheter väcktes i februari 2021 åtal i riksrätt mot Støjberg. Venstres partiorganisation hade strax därförinnan bett henne att avgå som vice partiordförande, och den sista tiden satt hon i Folketinget som politisk vilde. I december 2021 fälldes Inger Støjberg för att ha brutit mot lagen om ministrars ansvar. Hon dömdes till 60 dagars fängelse. En vecka senare fråntogs hon även sin ledamotsplats i Folketinget. Støjberg avtjänade fängelsestraffet i hemmet med fotboja. När hon släpptes firades hon av mer än 2 000 personer som stöttat hennes politik, och Støjberg meddelade strax därefter att hon avsåg att kandidera till Folketinget igen.

### Grundande
Partiföreningen Danmarksdemokraterne − Inger Støjberg registrerades i det danska bolagsregistret (danska: Det Centrale Virksomhedsregister) den 8 juni 2022, och godkändes av valmyndigheten (danska: Valgnævnet) den 21 juni. Registreringen gjordes av företagaren Jan Vilstrup, som också hade registrerat ett domännamn för partiet.
Den 23 juni meddelade dock Inger Støjberg att det var hon som grundat partiet, och att hon var dess partiledare. Tillkännagivandet gjordes i en jylländsk lokaltidning, Skive Folkeblad. Jan Vilstrups roll i partiet har inte tydliggjorts.

### Kvalificering för val till Folketinget
Enligt dansk vallag måste varje parti som kandiderar till Folketinget samla namnunderskrifter till stöd för partiet motsvarande 1/175 av antalet röstande i föregående val. Danmarksdemokraterne började sin insamling den 23 juni 2022, och efter mindre än ett dygn hade 40 321 väljare lämnat den första av två namnunderskrifter till valmyndigheten. Den andra namnunderskriften kan lämnas först efter en veckas väntetid, men redan den 1 juli hade partiet nått det nödvändiga antalet underskrifter. Efter att underskrifterna granskats av Inrikes- och bostadsministeriet godkändes partiet, och tilldelades partibokstaven Æ.
I augusti 2022 offentliggjorde partiet en lista med 30 folketingskandidater. Av de 30 var sju sittande folketingsledamöter som valts in för Dansk Folkeparti i folketingsvalet 2019. Ytterligare 18 var tidigare folkvalda eller kandidater från Dansk Folkeparti, Venstre och Konservative.

## Politik
Vid lanseringen av partiet framhöll Inger Støjberg att det saknas ett borgerligt intresseparti för vanligt folk, och som har förståelse för landets utveckling utanför Köpenhamn. Något fullständigt partiprogram förelåg inte vid grundandet, men Støjberg noterade att partiet skulle vara borgerligt och ha en stram utlänningspolitik.
Sedan dess har fyra huvudfrågor beskrivits:
- Danmark ska hänga samman! Avståndet mellan eliten och folket måste minska, postnumret får inte avgöra om man har tillgång till läkarvård, kommunikationer och mobilnätet måste fungera även utanför de stora städerna. "Det har blivit för långt mellan Christiansfeld och Christiansborg!"[10][11]
- Respekt för Produktionsdanmark. Små och medelstora producerande företag är Danmarks ryggrad och arbetsgivare. Därför behöver nationell och europeisk regleringspolitik förändras så att företag kan få producera i fred. Klimatomställningen ska genomföras, men klimatpolitiken måste kombineras med näringslivspolitik så att danska företag och arbetstillfällen skyddas.[10][11]
- Räck en varm hand till de svagaste. De höga skatterna i välfärdssamhället måste gå till äkta och varm välfärd. Det ska vara tryggt att som äldre vårdas på äldreboende, och det ska finnas en hand som räcks ut till den som behöver omsorg, även när antalet äldre ökar. Den som har kämpat för att bygga upp Danmark ska också kunna dra sig tillbaka när förslitning och krämpor kommer. Därför värnar partiet Arne-pensjonen, som stärker möjligheterna att gå i förtidspension.[10][11][12]
- Migrations- och rättspolitik. Støjberg upprepar att hon står för en stram migrationspolitik, men preciserar inte vad det innebär utöver att de utlänningar som kommer till Danmark ska rätta sig efter dansk vardag och de danska värderingar som generationer före har byggt upp.[10][11]

## Folketingsledamöter
I juli 2022 meddelade Peter Skaarup, gruppledare för Dansk Folkeparti i Folketinget, att han gått över till Danmarksdemokareterne. Han följdes i augusti 2022 av sju politiska vildar, som ursprungligen valts in i Folketinget för Dansk Folkeparti. Därmed har Danmarksdemokraterne åtta ledamöter i Folketinget.